# Лідзбарський замок
Лідзбарський замок, або Замок єпископів вармінських у Лідзбарку-Вармінському — середньовічний замок, розташований у Лідзбарку-Вармінському, що належить до найважливіших пам'яток готичної архітектури в Польщі.

## Історія
Замок був побудований між 1350 та 1401 роками. Будівельні роботи були розпочаті протягом року після приєднання містечка Орнета (нім. Wormditt) до Лідзбарка-Вармінського (нім. Heilsberg), штаб-квартири єпископа Вармії. Будівництво замку у своєму первісному вигляді розпочалось в період єпископства, ймовірно, від Германа з Праги до Генрика Сорбома. Будівля була побудована квадратною в плані з розмірами 48,5×48,5 м. В час каденції єпископа Сорбома двір замку набув вигляду клуатра — був оточений двоповерховими галереями монастирів.
Побудований в місці злиття річок Лина і Симсарна, замок з південного та східного боку був додатково захищений ровами. У південній частині замку розташовано підзамче. Дорога в замок з міста проходила крізь Млинську браму по мосту через Лину, де також знаходився водяний млин.

## Підзамче

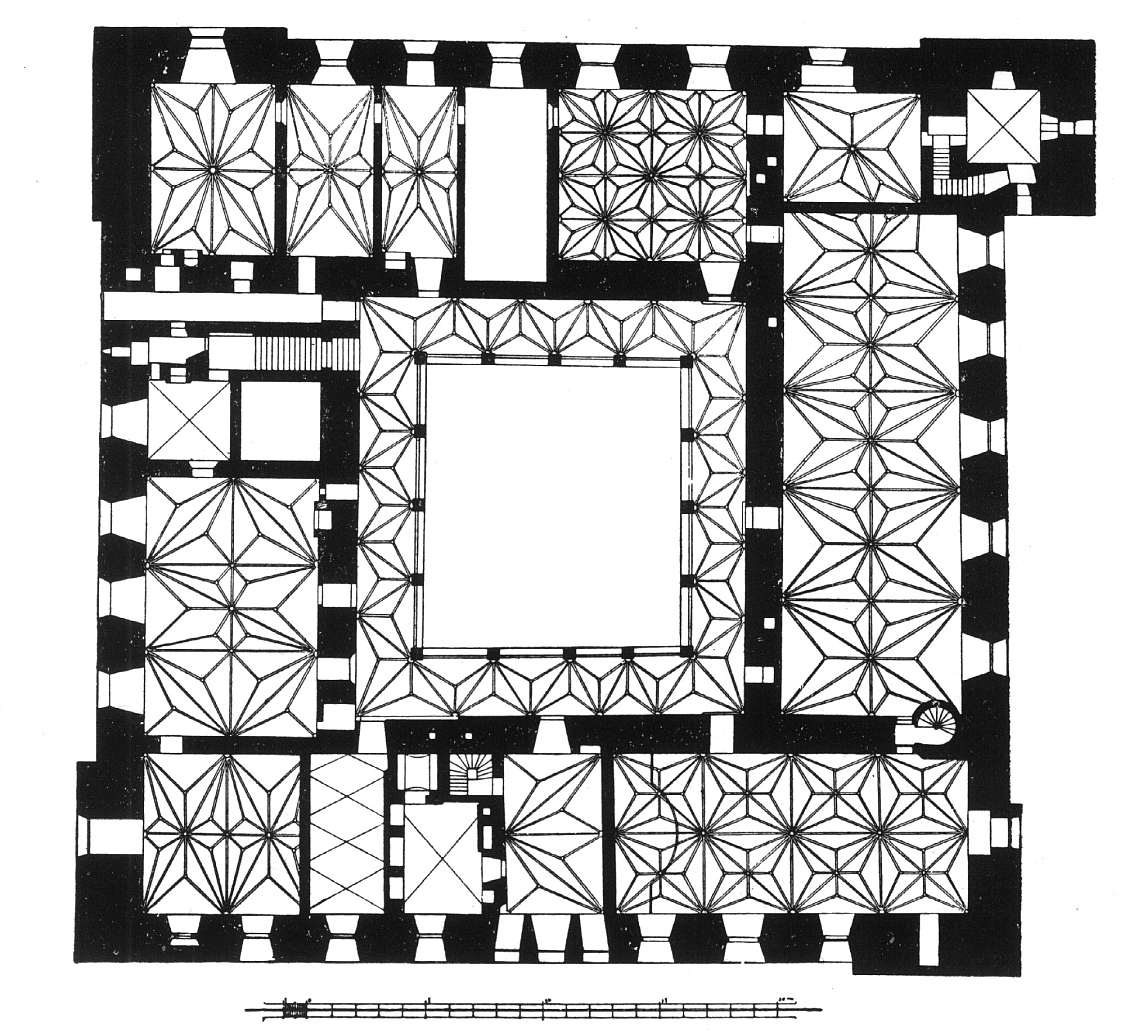
План Замку

Підзамче оточене трьома крилами будівлі, які впродовж століть змінилювали форму і призначення. Східне крило в його нинішньому вигляді — палац, закладений єпископом Грабовським, який використовувався крайовим війтом і виконував функції суду. Південне крило було добудоване наприкінці XVIII століття до стіни, що з'єднує східне і західне крила. У південно-східному куті замкової території розташована циліндрична башта (збережена з XVI століття), в центральній частині південного крила знаходиться в'їзна башта з XIV століття. Західне крило, скоріше за все, було збудоване в чотирнадцятому столітті, теперішнього стану набуло з середини вісімнадцятого століття.

## Використання замку
У часи, коли Лідзбарський замок був у власності єпископа Виджґи, кімнати на другому поверсі в західному крилі і на півночі використовувались як житлові приміщення.
В даний час більшість з кімнат замку мають громадське використання. Тут представлені колекції готичного мистецтва, портрети та документи, пов'язані з його знаменитими мешканцями. На верхніх поверхах замку представлена експозиція польського живопису дев'ятнадцятого і початку двадцятого століть, а також колекція ікон.

## Відомі мешканці замку
У різний час тут проживали такі відомі люди:
- Миколай Коперник — польський астроном і математик, автор геліоцентричної теорії побудови Сонячної системи. Проживав тут у свого дядька безперервно протягом восьми років (з 1503 по 1510).
- Мартін Кромер — польський хроніст, теолог, дипломат. Автор історичної хроніки Польщі від найдавніших часів до 1505 р.
- Ян Альберт Ваза — принц Речі Посполитої з династії Васа, кардинал, єпископ Краківський, князь-єпископ Ермланда, князь Священної римської імперії, сенатор Речі Посполитої.